# ZTV
株式会社ZTV（ゼットティヴィ、ZTV Co, Ltd）は、三重県、滋賀県、和歌山県、京都府のそれぞれ一部をサービスエリアとするケーブルテレビ局である。
かつては奈良県でも展開していたが、2006年8月1日に近鉄ケーブルネットワーク（KCN）へ譲渡した。逆に滋賀県では積極的に事業を展開しており、2007年に滋賀ケーブルネットワークを買収したのち翌年に同社を吸収合併し、同県最大のCATV事業者となった。

## 歴史
- 1990年（平成2年）10月1日 - 津ケーブルネットワーク株式会社として設立[1][2]。
- 1992年（平成4年）6月 - 津ケーブルテレビ株式会社に社名変更。
- 1994年（平成6年）10月1日 - 三重県津市の一部エリアにおいてサービスを開始[1][2]。
- 1998年（平成10年）3月 - インターネット接続サービスを開始[1]。
- 2000年（平成12年）10月 - 株式会社ゼットティヴィに社名変更[2]。
- 2002年（平成14年）12月 - 株式会社ZTVに社名変更[2]。
- 2003年（平成15年）3月14日 - 滋賀県彦根市・長浜市でのサービスを開始[2][3]。
- 2006年（平成18年）8月1日 - 奈良県内の事業を近鉄ケーブルネットワークへ譲渡[4]。
- 2007年（平成19年）
  - 2月1日 - 三重県内のうち鳥羽志摩エリアの事業をアイティービー（iTV）へ譲渡。
  - 10月26日 - 東レと富士通からそれぞれ保有する滋賀ケーブルネットワークの全株式を譲り受け、同社を子会社化することが決定する。
- 2008年（平成20年）
  - 1月1日 - 滋賀ケーブルネットワークを吸収合併[2]。
  - 7月1日 - 近江八幡ケーブルネットワークを吸収合併[2]。
  - 12月 - ケーブルプラス電話（KDDI）のサービス提供を開始[1]。
- 2014年（平成26年）4月1日 - アイティービーを吸収合併。
- 2020年（令和2年）
  - 9月 - OTTサービスを開始（Netflix）[1]。
  - 12月4日 - 京都府船井郡京丹波町と京丹波町ケーブルテレビの民営化推進事業に関する基本合意書に調印[5]。
- 2021年（令和3年）
  - 3月31日 - 洛西ケーブルビジョンを子会社化[6]。
  - 9月6日 - 京都府船井郡京丹波町でのサービスを開始[2][7]。
- 2022年（令和4年）4月1日 - 洛西ケーブルビジョンを吸収合併[2]。同日、ケーブルライン（ソフトバンク）のサービス提供を開始[1]。

## 事業所
事業所については放送局・支局を記載。
三重県
- 本社・津放送局：三重県津市あのつ台四丁目7番地1
- 伊勢放送局：三重県伊勢市神田久志本町1313番地2
- 東紀州放送局：三重県尾鷲市古戸町11番31号

滋賀県
- 滋賀放送局：滋賀県草津市野路町683番地1
- 近江八幡放送局：滋賀県近江八幡市上田町1244番地1
- 彦根放送局：滋賀県彦根市小泉町106番地56
  - 長浜支局：滋賀県長浜市神照町30番地4

和歌山県
- 新宮放送局：和歌山県新宮市新宮8001番地148
- 日高川支局：和歌山県日高郡日高川町千津川4237番地1

京都府
- 京都放送局：京都府京都市西京区大原野東境谷町2丁目5番地7

## サービスエリア
- 三重県
  - 津放送局管内[8] - 津市、松阪市（旧一志郡嬉野町の区域）[1]、亀山市
  - 紀州放送局管内[8]
    - 紀北 - 尾鷲市、北牟婁郡紀北町
    - 紀南 - 熊野市、南牟婁郡御浜町・紀宝町

  - 伊勢放送局管内（旧アイティービー）[8] - 伊勢市、鳥羽市、志摩市（旧志摩郡磯部町の区域）[1]、度会郡玉城町・度会町・南伊勢町

- 滋賀県
  - 彦根放送局管内[9] - 彦根市（一部地域のみ）、長浜市（旧東浅井郡びわ町・虎姫町・湖北町の各区域を除く）、米原市、高島市（旧高島郡朽木村の区域）[1]
  - 滋賀放送局管内（旧・滋賀ケーブルネットワーク）[9] - 大津市、草津市、守山市、栗東市、野洲市、湖南市
  - 近江八幡放送局管内（旧・近江八幡ケーブルネットワーク）[9] - 近江八幡市、蒲生郡竜王町

- 和歌山県
  - 新宮放送局管内[9] - 新宮市（旧新宮市・東牟婁郡熊野川町の区域）、田辺市（旧東牟婁郡本宮町の区域）、東牟婁郡串本町・那智勝浦町・太地町・古座川町・北山村
  - 日高川支局管内[9] - 日高郡日高町・由良町・日高川町、有田郡広川町

- 京都府
  - 京都放送局管内（旧・洛西ケーブルビジョン）[9] - 京都市西京区（大枝・大原野・御陵の各地区）[1]、亀岡市
  - 京丹波営業所管内（旧・京丹波町ケーブルテレビ）[9] - 船井郡京丹波町

## 主な放送チャンネル
大津放送局エリアは滋賀ケーブルネットワークを、近江八幡放送局エリアは近江八幡ケーブルネットワークを、伊勢放送局エリアはアイティービーを、京都府エリアは洛西ケーブルビジョンおよび京丹波町ケーブルテレビを参照。

### 地上波系列別再送信局
現在のチャンネルについては、公式サイトの地上波/BS波のチャンネル一覧について (PDF) を参照。
| エリア        | エリア        | エリア          | NHK-G   | NHK-E      | NNN / NNS             | ANN                     | JNN                | TXN                   | FNN / FNS               | JAITS      |
| ------------- | ------------- | --------------- | ------- | ---------- | --------------------- | ----------------------- | ------------------ | --------------------- | ----------------------- | ---------- |
| 三重県        | 津 亀山 伊勢  | 津 亀山 伊勢    | NHK津   | NHK名古屋  | 中京テレビ            | メ〜テレ                | CBCテレビ          | テレビ愛知            | 東海テレビ              | 三重テレビ |
| 三重県        | 東紀州        | 紀北            | NHK津   | NHK名古屋  | 中京テレビ            | メ〜テレ                | CBCテレビ          |                       | 東海テレビ              | 三重テレビ |
| 三重県        | 東紀州        | 紀南            | NHK津   | NHK名古屋  | 中京テレビ 読売テレビ | メ〜テレ 朝日放送テレビ | CBCテレビ 毎日放送 | 東海テレビ 関西テレビ | 三重テレビ テレビ和歌山 |            |
| 滋賀県        |               |                 |         |            |                       |                         |                    |                       |                         |            |
| 彦根          | 彦根          | NHK大津 NHK大阪 | NHK大阪 | 読売テレビ | 朝日放送テレビ        | 毎日放送                | 関西テレビ         | びわ湖放送 KBS京都    |                         |            |
| 滋賀 近江八幡 | 滋賀 近江八幡 | NHK大津         | NHK大阪 | 読売テレビ | 朝日放送テレビ        | 毎日放送                | 関西テレビ         | びわ湖放送 KBS京都    |                         |            |
| 和歌山県      | 和歌山県      | 和歌山県        | NHK大阪 | 読売テレビ | 朝日放送テレビ        | 毎日放送                | 関西テレビ         | NHK和歌山             | テレビ和歌山            |            |
| 京都府        |               |                 | NHK大阪 | 読売テレビ | 朝日放送テレビ        | 毎日放送                | 関西テレビ         |                       |                         |            |
| 京都          | 京都          | NHK京都 NHK大阪 | NHK大阪 | 読売テレビ | 朝日放送テレビ        | 毎日放送                | 関西テレビ         | テレビ大阪            | KBS京都                 |            |
| 京丹波        | 京丹波        | NHK京都         | NHK大阪 | 読売テレビ | 朝日放送テレビ        | 毎日放送                | 関西テレビ         | テレビ大阪            | KBS京都                 |            |

### 地上波テレビ

#### 三重
| チャンネル | チャンネル     | チャンネル | 放送局                 |
| 津 亀山    | 東紀州         | 東紀州     | 放送局                 |
| 津 亀山    | 紀北           | 紀南       | 放送局                 |
| ---------- | -------------- | ---------- | ---------------------- |
| 011        | 011            | 011        | 東海テレビ             |
| 021        | 021            | 021        | NHK名古屋Eテレ         |
| 031        | 031            | 031        | NHK津総合              |
| 041        | 041            | 041        | 中京テレビ             |
| 051        | 051            | 051        | CBCテレビ              |
| 061        | 061            | 061        | メ〜テレ               |
| 071        | 071            | 071        | 三重テレビ             |
| 101        |                |            | テレビ愛知             |
|            |                | 041-1      | 毎日放送               |
| 051-1      | テレビ和歌山   |            |                        |
| 061-1      | 朝日放送テレビ |            |                        |
| 081        | 関西テレビ     |            |                        |
| 101        | 読売テレビ     |            |                        |
| 123        | 123            | 123        | 行政チャンネル         |
| 121        | 121            | 121        | コミュニティチャンネル |

#### 和歌山
| チャンネル | 放送局                 |
| ---------- | ---------------------- |
| 011        | NHK和歌山総合          |
| 021        | NHK大阪Eテレ           |
| 041        | 毎日放送               |
| 051        | テレビ和歌山           |
| 061        | 朝日放送テレビ         |
| 081        | 関西テレビ             |
| 101        | 読売テレビ             |
| 113        | 行政チャンネル         |
| 111        | コミュニティチャンネル |

### BS・4K放送
4K放送も含め、チャンネルは全県共通。
凡例
- ★印のチャンネル：別途契約が必要となるチャンネル（ベーシックコース・コンパクトコースには含まれない）

| チャンネル | 放送局                |
| ---------- | --------------------- |
| 101        | NHK BS                |
| 141        | BS日テレ              |
| 151        | BS朝日                |
| 161        | BS-TBS                |
| 171        | BSテレ東              |
| 181        | BSフジ                |
| ★191 - 193 | WOWOW                 |
| 200        | BS10                  |
| ★201       | BS10スターチャンネル  |
| 211        | BS11                  |
| 222        | BS12 トゥエルビ       |
| 260        | J:COM BS              |
| 265        | BSよしもと            |
| 4K101      | NHK BSプレミアム4K    |
| 4K141      | BS日テレ4K            |
| 4K151      | BS朝日4K              |
| 4K161      | BS-TBS4K              |
| 4K171      | BSテレ東4K            |
| 4K181      | BSフジ4K              |
| 4K211      | ショップチャンネル 4K |
| 4K221      | 4K QVC                |

### CS放送
凡例
- 太字のチャンネル：ベーシックコース・コンパクトコース両方で視聴可能のチャンネル
- ★印のチャンネル：別途契約が必要となるチャンネル（ベーシックコース・コンパクトコースには含まれない）
- ◎印のチャンネル：4K放送対応チャンネル

| チャンネル       | 放送局                             |
| ---------------- | ---------------------------------- |
| ★310             | TAKARAZUKA SKY STAGE               |
| ★521             | グリーンチャンネル                 |
| ★522             | グリーンチャンネル2                |
| ★523             | SPEEDチャンネル                    |
| ★524             | レジャーチャンネル                 |
| 611              | 時代劇専門チャンネル               |
| 612              | 日本映画専門チャンネル             |
| 613              | チャンネルNECO                     |
| 614              | ファミリー劇場                     |
| 615              | チャンネル銀河                     |
| ★616             | 東映チャンネル                     |
| ★617             | V☆パラダイス                       |
| ★618             | 衛星劇場                           |
| 619              | アジアドラマチックTV               |
| ★621             | KNTV                               |
| ★622             | KBS WORLD                          |
| ★623             | Mnet                               |
| 624              | 女性チャンネル♪LaLa TV             |
| 625              | ホームドラマチャンネル             |
| 626              | スーパー!ドラマTV                  |
| 627              | ムービープラス                     |
| 628              | WOWOWプラス                        |
| 629              | アクションチャンネル               |
| 630              | ミステリーチャンネル               |
| 631              | Dlife                              |
| ◎651（4K） 652   | J SPORTS 1                         |
| ◎653（4K） 654   | J SPORTS 2                         |
| ◎655（4K） 656   | J SPORTS 3                         |
| ★◎657（4K） ★658 | J SPORTS 4                         |
| 659              | GAORA SPORTS                       |
| 660              | スカイA                            |
| 661              | 日テレジータス                     |
| 662              | ゴルフネットワーク                 |
| ★663             | FIGHTING TV サムライ               |
| 664              | スポーツライブ+                    |
| 681              | TBSチャンネル1                     |
| 682              | TBSチャンネル2                     |
| 683              | フジテレビONE スポーツ・バラエティ |
| 684              | フジテレビTWO ドラマ・アニメ       |
| ★685             | フジテレビNEXT ライブ・プレミアム  |
| 686              | テレ朝チャンネル1                  |
| 687              | テレ朝チャンネル2                  |
| 688              | 日テレプラス                       |
| 711              | アニマックス                       |
| 712              | キッズステーション                 |
| 713              | カートゥーンネットワーク           |
| ★714             | AT-X HD!                           |
| 729              | スペースシャワーTVプラス           |
| 730              | スペースシャワーTV                 |
| 731              | MUSIC ON! TV（エムオン!）          |
| 732              | MTV                                |
| 733              | ミュージック・エア                 |
| 734              | 歌謡ポップスチャンネル             |
| ◎751             | ケーブル4K                         |
| 752              | 旅チャンネル                       |
| 753              | ナショナルジオグラフィック         |
| 755              | ディスカバリーチャンネル           |
| 756              | アニマルプラネット                 |
| 757              | ヒストリーチャンネル               |
| 758              | 釣りビジョン                       |
| 759              | 囲碁・将棋チャンネル               |
| 760              | 寄席チャンネル                     |
| 761              | 鉄道チャンネル                     |
| 762              | ダンスチャンネル                   |
| 763              | エンタメ〜テレ                     |
| 764              | MONDO TV                           |
| 780              | 日テレNEWS24                       |
| 781              | TBS NEWS                           |
| 782              | 日経CNBC                           |
| 783              | CNNj                               |
| ★784             | CNN U.S.                           |
| ◎790（4K） 791   | ショップチャンネル                 |
| ◎792（4K） 793   | QVC                                |
| 795              | ジュエリー☆GSTV                    |

成人向けチャンネル（別途契約が必要）
- プレイボーイ チャンネル
- レッドチェリー
- レインボーチャンネル
- ミッドナイト・ブルー
- チェリーボム
- パラダイステレビ

### 補足
- デジタルTVは日本デジタル配信を使用している。
- 地上デジタル放送はパススルー方式のため、セットトップボックスなしでも地上デジタル対応テレビまたはチューナーであれば視聴可能。
- 三重県（伊勢<鳥羽市、志摩市（旧志摩郡磯部町の区域）、伊勢市（一部地域）、度会郡玉城町・度会町・南伊勢町>）では視聴習慣を考慮し、総務省に設けられた電気通信紛争処理委員会の斡旋により激変緩和措置としてテレビ愛知の地上デジタル放送での区域外再放送を実施していたが、地元放送局の同意が得られなかったため、激変緩和措置期限であった2014年（平成26年）9月30日24:00をもって終了した[10][11][12][13]。
- 三重県（東紀州<紀南>）での毎日放送・朝日放送テレビ・関西テレビ・読売テレビの地上デジタル放送での区域外再放送は2011年（平成23年）7月24日より[14]、テレビ和歌山の地上デジタル放送での区域外再放送は2013年（平成25年）1月より[15]開始。
- 三重県（東紀州<紀南>）でのNHK名古屋総合テレビの地上デジタル放送での区域外再放送は2013年（平成25年）1月をもって終了した[15]。

### ラジオ局
ラジオ局については、公式サイトのラジオ放送一覧 (PDF) も参照。

#### 三重
| MHz     | MHz  | MHz  | MHz  | 放送局   |
| 津 亀山 | 伊勢 | 紀北 | 紀南 | 放送局   |
| ------- | ---- | ---- | ---- | -------- |
| 79.5    | 78.9 | 81.3 | 86.6 | FM三重   |
| 83.1    | 83.1 | 82.0 | 83.0 | NHK津FM  |
| 77.8    | 77.8 |      |      | ZIP-FM   |
| 80.7    | 80.7 |      |      | FM AICHI |
| 76.8    |      |      |      | CTY-FM   |

#### 滋賀・京都
| MHz  | MHz      | MHz  | MHz  | MHz    | 放送局        |
| 滋賀 | 近江八幡 | 彦根 | 京都 | 京丹波 | 放送局        |
| ---- | -------- | ---- | ---- | ------ | ------------- |
| 77.0 |          | 77.0 |      |        | e-radio       |
| 84.0 | 84.0     | 84.0 |      |        | NHK大津FM     |
| 79.0 | 81.4     | 89.4 | 81.0 | 79.0   | α-STATION     |
| 78.0 |          |      | 76.5 |        | FM COCOLO     |
| 80.2 | 80.2     | 80.2 | 80.2 | 80.2   | FM802         |
| 85.1 | 85.1     | 85.1 | 85.1 | 85.1   | FM大阪        |
| 81.0 |          |      |      |        | Kiss FM KOBE  |
|      | 82.8     |      |      | 82.8   | NHK京都FM     |
|      | 79.0     |      | 85.8 |        | NHK大阪FM     |
|      | 82.0     |      |      |        | NHK大阪R1     |
|      | 83.4     |      |      |        | NHK大阪R2     |
|      | 85.7     |      |      |        | ABCラジオ     |
|      | 86.5     |      |      |        | KBS京都ラジオ |
|      | 87.5     |      |      |        | MBSラジオ     |
|      | 88.7     |      |      |        | ラジオ大阪    |
|      |          |      | 82.0 |        | RCV京都FM     |

#### 和歌山
| MHz         | MHz  | 放送局      |
| 新宮 日高川 | 本宮 | 放送局      |
| ----------- | ---- | ----------- |
| 83.8        | 83.8 | NHK和歌山FM |
|             | 88.5 | FM TANABE   |
|             | 78.0 | NHK大阪R1   |
|             | 79.0 | NHK大阪R2   |
|             | 80.0 | 和歌山放送  |